# Диван (Халім Ґерай)
«Диван» (тур. Dīvān…) — поетичний твір часів Кримського ханства та Османської імперії. Написаний староосманською і виданий в Стамбулі. Автор — принц з роду Ґераїв Халім Ґерай.

## Назва
Назвою для своєї збірки Халім Ґерай вибрав слово «Диван», на той час, для авторів Близького та Далекого Сходу це було характерно. Зазвичай, після слова «диван» вказувалося ім'я автора чи того кому присвячувалася ця збірка. Адже в перекладі зі староосманської саме це слово й означає «запис або книга». Тому в першому передруку спостерігається назва «Dı̂van-ı Halim Giray», ймовірно, що і перша збірка мала схожу назву.

## Зміст
Автор книжки, Халім Ґерай, був сином правителя Криму, і виховувався в ханському палаці, там само здобув освіту та мав здібності до віршування. Тому, знаючи історію свого роду, звичаї ханського двору та устої кримських татар — описав. Ця збірка палацової поезії складається з 3 касидів, 6 мусамматів, 4 таріха, 167 газель та 33 рубаїв. 

## Видання
Перше видання поетичної збірки «Dīvān…» відбулося ще за життя автора, в Стамбулі й було доволі актуальним в часи російсько-турецькій війні (1806–1812 рр.), адже містила чимало фактів з життя ханського двору та передавало настрої та звичаї жителів Криму.
Невеличкий тираж видання не задовольнив кримськотатарську спільноту (яка була змушена виселятися з окупованого Криму), і жадана ними ностальгія за батьківщиною спонукала турецьких видавців в 1870 перевидати книжку.
- Halim Giray Sultan, d. 1823 or 4., «Dīvān …», Turkish; (Istanbul), 1257 (1841), 59p. 23 cm.[2].

Перевидання видання «Dīvān…» відбулося уже 1991 року. Це велика дослідницька робота Стамбульського університету, в якій проведено ретельне дослідження поезії, а також віднайдено чимало біографічних фактів автора книжки:
- Halim Giray Sultan, d. 1823 or 4., «Dı̂van-ı Halim Giray/hazırlayanlar: Recep Toparlı, M. Sadi Çögenli.», (Istanbul): Turkish; Turkish, Ottoman: Erzurum: Atatürk Üniversitesi Fen-Edebiyat Fakültesi, 1991.; 131, 59 p.: facsim.; 20 cm.[3].

Перекладів поезії Халім Ґерая з кримськотатарської на інші мови ще не було.